# Прокофий Митков
Прокофий Платонович Митков (на руски: Прокофий Платонович Митьков) е руски военноморски офицер, изследовател на северната част на Тихия океан и крайбрежието на Аляска, вице-губернатор на Руска Америка.

## Ранни години (1799/1801 – 1831)
Роден е около 1799 – 1801 година, в благородно семейство. През 1811 постъпва в Морския кадетски корпус и през 1818 завършва с чин мичман. Изпратен е да служи на фрегатата „Помона“ в Архангелск, а след това в Кронщат. В периода 1820 – 1823 на корабите „Северна звезда“ и „Ревизан“ пътува в Балтийско море. На 22 март 1823 е произведен в чин лейтенант и на следващата година плава до Исландия. През 1827 е назначен за командир на кораба „Петър“ от Каспийската флотилия за транспортиране на правителствени доставки през Каспийско море от Астрахан до бреговете на Иран. През 1828 е прехвърлен в Кронщат на кораба „Император Александър I“, на който е пътува в Балтийско море.

## В Руска Америка (1831 – 1841)
От 1831 до 1841 служи в Руска Америка и участва в изследването на северната част на Тихия океан. В този период в централната част на архипелага Александър открива остров Куприянов (2803 км2, 56°48′ с. ш. 133°25′ з. д. / 56.8° с. ш. 133.416667° з. д.), на изток от него, срещу устието на река Стикин – остров Митков (540 км2, 56°36′ с. ш. 132°49′ з. д. / 56.6° с. ш. 132.816667° з. д.), а на югозапад от устието ѝ – островите Зарембо (474 км2, 56°21′ с. ш. 132°50′ з. д. / 56.35° с. ш. 132.833333° з. д.), Етолин (878 км2, 56°08′ с. ш. 132°24′ з. д. / 56.133333° с. ш. 132.4° з. д.) и Врангел (544 км2, 56°17′ с. ш. 132°12′ з. д. / 56.283333° с. ш. 132.2° з. д.).
През 1834 г. е произведен в чин капитан-лейтенант, а през 1836 – капитан 2-ри ранг, като едновременно с това е назначен за вице-губернатор на Руска Америка и заема този пост до 1841 г. През 1839 г. става капитан 1-ви ранг.

## Следващи години (1842 – 1866)
От 1842 г. служи в Балтийския флот като командва корабите „Палада“ и „Арсис“. През 1849 г. е произведен в контраадмирал и назначен за командващ на 3-та флотска бригада в 1-ва дивизия. Участва в Кримската война (1853 – 1856) в Балтийско море. През 1855 г., по време на войната, е произведен във вицеадмирал и става началник на 2-ра дивизия на Балтийския флот. През 1860 се пенсионира.
Умира на 31 май 1866 година в Санкт Петербург.

## Памет
Неговото име носи остров Митков (56°36′ с. ш. 132°49′ з. д. / 56.6° с. ш. 132.816667° з. д.) в архипелага Александър, Аляска.